# ابيك السفلي (زياران)
ابيك السفلی (بالفارسية: ابیک سفلی) هي قرية تقع في إيران في قسم زیاران الریفي. يقدر عدد سكانها بـ 129 نسمة .